# 假鳞茎

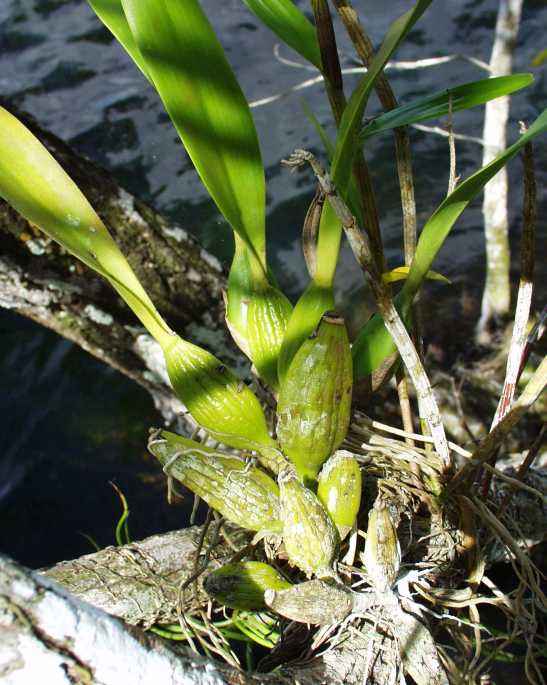
Encyclia chimborazoensis（恩心兰属/围柱兰属的一种兰），可清晰的看到嫩叶的基部生长着渐尖的假鳞茎

假鳞茎是兩片叶子的结处产生的变态茎，是水和养分的贮藏器官。
假鳞茎是兰科植物特有的器官，而且主要见於附生兰，可能是由单个或多个常绿叶或落叶的节间构成。
一些兰花的假鳞茎看起来很平常，跟其他长满叶子的植物茎没什么两样，而另外一些兰花，如石豆蘭屬（Bulbophyllum）却有体积很大的球形假鳞茎，而且在每1片或2片叶子的基部都有假鳞茎。
无论是多关节的假鳞茎，还是球形的假鳞茎，都是从常年生长的、被称为根状茎的匍匐茎长出的，而根状茎可能是攀缘性的，也可能是悬垂的。 
虽然假鳞茎的寿命只有1－5年，根状茎的生长锥会源源不断的产生假鳞茎。
热带附生兰的另外一个生长特性是单轴生长。

## 各种兰花的假鳞茎
| - 蕾麗蘭屬 Laelia（1、2） - 阿達蘭屬 Ada（3） - 嘉德麗雅蘭屬 Cattleya（4、5） - 折葉蘭屬 Sobralia（6） - 筍蘭屬 Thunia（7） - 石豆蘭屬 Bulbophyllum（8） - 捲瓣蘭屬 Cirrhopetalum（9） - 石斛蘭屬 Dendrobium（10、11、12、13、14） | - 文心蘭屬 Oncidium、星狀蘭屬 Odontoglossum、 堇色蘭屬 Miltonia、蜘蛛蘭屬 Brassia（15） - 蕙蘭屬 Cymbidium，16） - 奇唇蘭屬 Stanhopea（17） - 捧心蘭屬 Lycaste（18） - 飄唇蘭屬 Catasetum（19） - 爪唇蘭屬 Gongora（20） - 盔蘭屬 Coryanthes（21） |